# De Goede Hoop (Menen)
De Goede Hoop is een ronde stenen molen in de Belgische stad Menen. Ze bevindt zich aan de Kortrijkstraat 396.

## Bouw
Deze stellingmolen is opgericht in 1798 en was en is in gebruik als korenmolen. Het is de enig overgebleven molen van de 13 die er oorspronkelijk in en om de stad in bedrijf waren. De molen is zo opgebouwd dat er een bakstenen kuip is, met een hoogte van ca. 15m. en een diameter van beneden naar boven van ca. 7,25 en 4,5 m. Boven op de kuip werd een gebroken kap met wolfsdak bedekt met eiken leien. Opvallend aan de molen is de ijzeren stelling of gaanderij. De molen beschikt over een vlucht van ca. 24m. Oorspronkelijk waren er slechts twee lange schoren. De benedenverdieping was ingericht als olieslagerij. Nu staat er een kollergang (2 pletstenen op een doodbed) ter illustratie. Deze kollergang werd door de leden van het Stedelijk Molencomité afgebroken in een oude oliefabriek in Frankrijk en opnieuw opgebouwd in de molen. Op de eerste zolder, de meelzolder, bevinden zich twee meelgoten en meelbakken en de twee toegangen tot de stelling. De tweede zolder, de steenzolder, bevat twee koppels maalstenen. De derde zolder is de opslagruimte. Op de vierde zolder bevindt zich de luizolder met het luiwerk. De vijfde zolder, de kapzolder, bevat de molenas met vangwiel en rollenkruiwerk waarop de kap draait.

## Geschiedenis
De molen is tientallen jaren in bezit geweest van de familie Vandenberghe (olieslagers uit Menen), en in 1856 werd hij door Louis van Hollebeke gekocht. Zijn zoon plaatste er in 1890 een stoommachine, die echter in 1894 al werd stilgelegd. Na de Eerste Wereldoorlog kwam “De Goede Hoop” in bezit van Arthur Leo Schouteten-Gesquiere, landbouwer te Menen. In 1938 werd de molen verkocht aan Charles Ide-Verschueren uit Kortrijk, terwijl Schouteten molenaar bleef. Op 14 april 1944 werd de molen beschermd als monument. De molen bleef draaien tot in 1946. Het molenhuis werd afgebroken in 1966. Bij de dood van de heer Ide ging de molen over op zijn dochter, mevrouw Boes-Ide uit Kortrijk.

## De inbreng van de stad Menen
In 1981 werd de molen aan gekocht door de stad Menen en uit veiligheidsoverwegingen werden de roeden uitgetrokken en de kap weggenomen. De molenromp werd met een voorlopige kap afgedekt en de ijzeren gaanderij werd volledig afgebroken. In datzelfde jaar werd aangedrongen tot restauratie van de molen. Er werd een plan opgemaakt door architect P. Goethals uit Brugge. Het Bestuur van Monumenten en Landschappen drong aan tot een maalvaardige restauratie. Het stadsbestuur vond de kosten voor een dergelijke restauratie te hoog. Het dossier bleef een aantal jaar aanslepen. In 1989 werd onder impuls van Pierre Van Raes het Stedelijk Molencomité De goede Hoop opgericht, om actief te ijveren voor een maalvaardig herstel van de molen. Dankzij diverse acties en vooral door de grote molententoonstelling in 1990 werd het restauratiedossier weer bespreekbaar. Intussen kreeg het Stedelijk Molencomité vzw de molen in erfpacht. Samen met het stadsbestuur werd een nieuw restauratiedossier ingediend. Op 6 september 1993 konden de restauratiewerken dan uiteindelijk aanvatten.
- Inventaris van het Bouwkundig Erfgoed (Vlaanderen): 55911